# Diego del Alcázar Silvela
Diego del Alcázar Silvela (Ávila, 30 de agosto de 1950), X marqués de la Romana y Grande de España, es un aristócrata y empresario español, fundador y actualmente presidente de IE Business School.

## Trayectoria
Tras estudiar Derecho, Ciencias Políticas y Administración en la Universidad Complutense de Madrid y La Sorbona de París, trabajó en el Banco de Levante. En 1973, junto con un grupo de empresarios, fundó el Instituto de Empresa. Entre 2007 y 2012 fue presidente del Grupo Vocento, manteniéndose como consejero de ABC. Actualmente es presidente de IE Business School, IE University y Fundación IE.
En el ámbito empresarial ha contribuido al desarrollo de diversas compañías como Aguas de Mondariz, Publicidad Gisbert, Grupo Negocios, Balneario de Mondariz, Thomil y Chocolates Eureka. Ha formado parte de los consejos de administración de estas tres últimas así como de grupos de comunicación como ONO (hasta 2009) y Recoletos. Así mismo es patrono o consejero de distintas fundaciones y organismos, como la Fundación Zubiri o la Fundación Princesa de Girona.

## Coleccionista y patrono de las artes
Defensor del mundo del arte, es vicepresidente de la Fundación de Apoyo a la Historia del Arte Hispánico, que promueve el estudio, la investigación y la publicación de trabajos sobre el arte español. En 1985, junto con la Fundación Ortega y Gasset, creó el Premio Juan Lladó, que se ha convertido en uno de los galardones más prestigiosos en el ámbito del mecenazgo. Durante doce años promovió la restauración del palacio de Tabladillo, situado en el municipio de Ojos-Albos y ejemplo de la arquitectura señorial del siglo XVI, iniciativa que mereció una mención especial en los Premios Unión Europea-Europa Nostra de Patrimonio Cultural de 2006.

## Distinciones
- Gran Cruz de la Orden de Alfonso X el Sabio (2003)[6]